# Holiday in Cambodia
"Holiday in Cambodia" é uma canção da banda americana de punk rock Dead Kennedys. Foi lançado como o segundo single do grupo em maio de 1980 pela Optional Music com "Police Truck" como lado B. A fotografia na capa do single foi tirada do massacre da Universidade Thammasat na Tailândia, retratando um membro da multidão espancando o cadáver enforcado de um manifestante estudantil com uma cadeira de metal.
A música foi regravada para o primeiro álbum da banda, Fresh Fruit for Rotting Vegetables (1980); a gravação original da música, assim como o lado B do single, estão disponíveis no álbum de raridades Give Me Convenience or Give Me Death (1987).

## Composição
A canção foi escrita logo após a ditadura genocida do Khmer Vermelho, liderada por Pol Pot e seu Partido Comunista do Kampuchea, que se estima ter sido responsável pela morte de cerca de um quarto da população cambojana entre 1975 e 1979. As letras são críticas aos estudantes universitários dissimulados no mundo ocidental, contrastando seu estilo de vida com o daqueles sob o regime cambojano. O videoclipe oficial mostra soldados americanos em helicóptero, alguns perseguidos pela multidão, bombardeios incluindo o bombardeio de napalm da Força Aérea dos EUA e pessoas queimadas por napalm, em referência a Operação Menu.
A regravação dessa música que aparece em Fresh Fruit for Rotting Vegetables é diferente da versão single, sendo cinquenta e cinco segundos mais longa, em um andamento mais alto e apresentando uma introdução estendida influenciada pelo surf, além de uma ponte estendida e solo de guitarra.

## Ação Judicial
Em outubro de 1998, Jello Biafra foi processado por três ex-membros do Dead Kennedys, que alegaram ter sido fraudados nos royalties.  "A indústria fonográfica tem desviado os royalties devidos aos artistas desde o início", de acordo com o guitarrista do Dead Kennedys, East Bay Ray. "Este caso não é diferente dos músicos de blues sendo explorados nos anos 20 e 30, não há como negar que fomos as vítimas aqui." Segundo Biafra, o processo foi resultado de sua recusa em permitir que "Holiday in Cambodia" fosse usado em um comercial da Levi's Dockers; Biafra se opõe à Levi's devido ao que ele acredita serem suas práticas comerciais injustas e trabalho escravo.  Biafra perdeu a ação e como dono da Alternative Tentacles, foi condenado a pagar $200 000 em danos aos outros membros da banda.